# Hookeria
 (décembre 2023).
La mise en forme du texte ne suit pas les recommandations de Wikipédia : il faut le « wikifier ».
Les points d'amélioration suivants sont les cas les plus fréquents :
- Les titres sont pré-formatés par le logiciel. Ils ne sont ni en capitales, ni en gras.
- Le texte ne doit pas être écrit en capitales (les noms de famille non plus), ni en gras, ni en italique, ni en « petit »…
- Le gras n'est utilisé que pour surligner le titre de l'article dans l'introduction, une seule fois.
- L'italique est rarement utilisé : mots en langue étrangère, titres d'œuvres, noms de bateaux, etc.
- Les citations ne sont pas en italique mais en corps de texte normal. Elles sont entourées par des guillemets français : « et ».
- Les listes à puces sont à éviter, des paragraphes rédigés étant largement préférés. Les tableaux sont à réserver à la présentation de données structurées (résultats, etc.).
- Les appels de note de bas de page (petits chiffres en exposant, introduits par l'outil «  Source ») sont à placer entre la fin de phrase et le point final[comme ça].
- Les liens internes (vers d'autres articles de Wikipédia) sont à choisir avec parcimonie. Créez des liens vers des articles approfondissant le sujet. Les termes génériques sans rapport avec le sujet sont à éviter, ainsi que les répétitions de liens vers un même terme.
- Les liens externes sont à placer uniquement dans une section « Liens externes », à la fin de l'article. Ces liens sont à choisir avec parcimonie suivant les règles définies. Si un lien sert de source à l'article, son insertion dans le texte est à faire par les notes de bas de page.
- La présentation des références doit suivre les conventions bibliographiques. Il est recommandé d'utiliser les modèles {{Ouvrage}}, {{Chapitre}}, {{Article}}, {{Lien web}} et/ou {{Bibliographie}}. Le mode d'édition visuel peut mettre en forme automatiquement les références.
- Insérer une infobox (cadre d'informations à droite) n'est pas obligatoire pour parachever la mise en page.

Pour une aide détaillée, merci de consulter Aide:Wikification.
Si vous pensez que ces points ont été résolus, vous pouvez retirer ce bandeau et améliorer la mise en forme d'un autre article.
Genre
L'Hookeria est un genre de mousse de la famille des Hookeriaceae. C'est le genre type de la famille. D'après GBIF le taxon comporte 17 espèces, certains auteurs en compte seulement une dizaine,,. C'est le genre type de la famille. Il est présent sur tous les continents.

## Description
Ce genre est caractérisé par la taille importante des cellules (60 micron à 100 micron), donnant un aspect grillagé à la feuille. Les plante sont de taille moyenne, vert jaunâtre. Les feuilles de grandes tailles, aplanies. La forme des feuilles varie d'ovale à ovale-lancéolée.

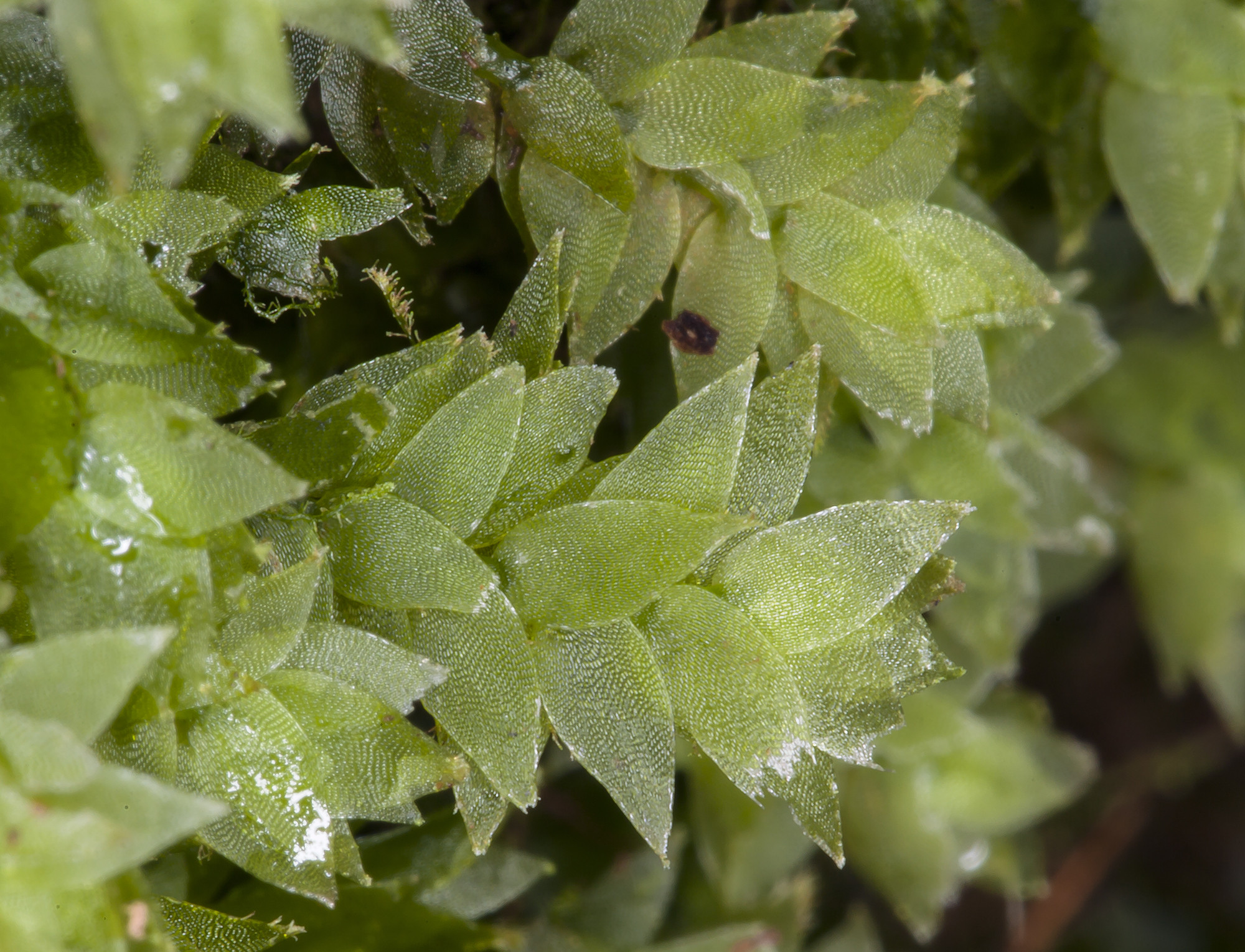
Hookeria acutifolia. On remarque que les cellules sont visibles à l’œil nu, fait rare chez les bryophytes. Les feuilles sont aplanies, donnant un aspect écrasé au rameau.
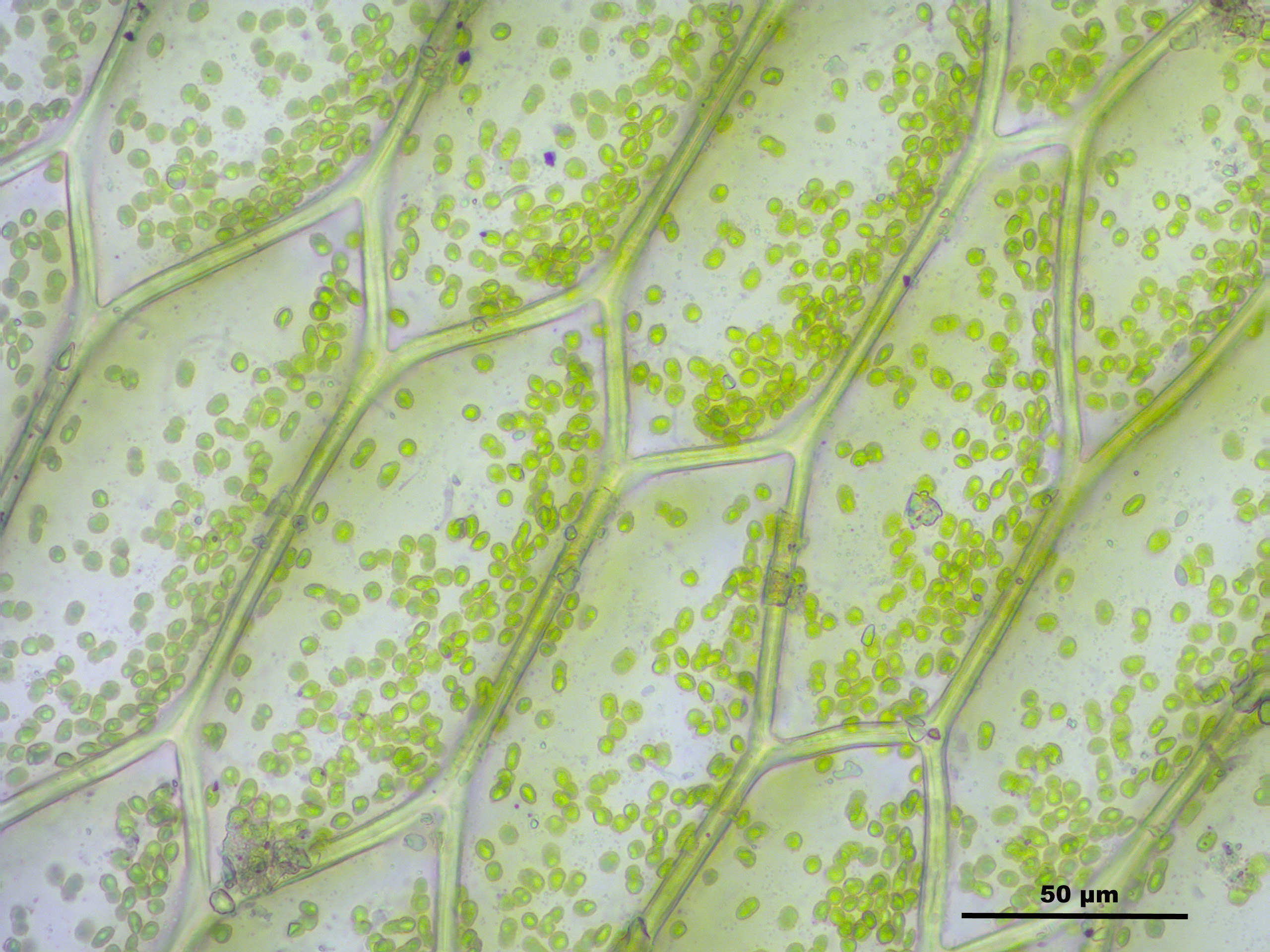
Cellules d'Hookeria lucens au microscope. On observe les cellules de grande taille, avec leur forme caractéristique du genre.
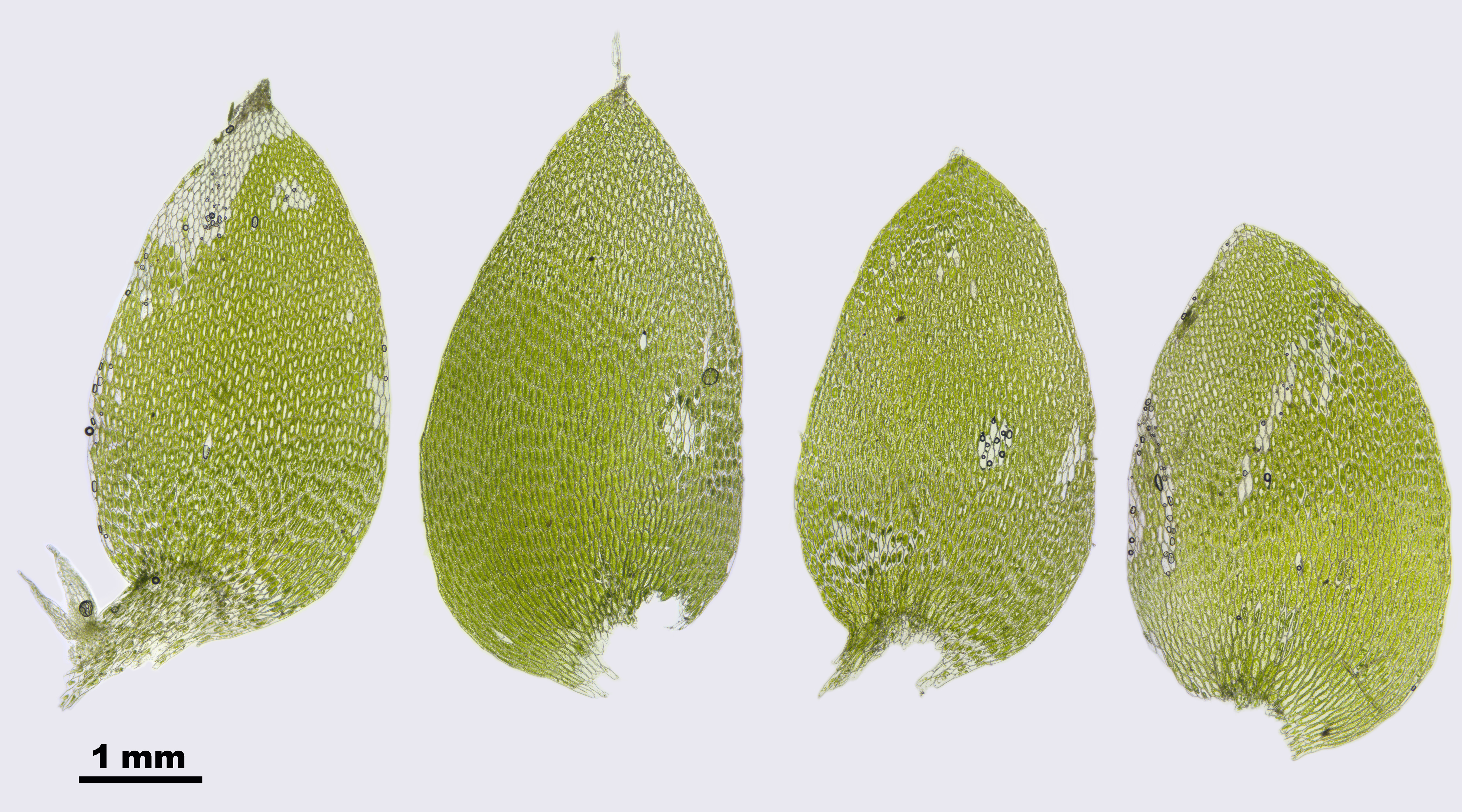
Feuilles d'Hookeria lucens, on observe les motifs grillagés dessinés par les cellules.

## Liste des espèces
Liste des espèces d'après GBIF :
- Hookeria acutifolia Hook. & Grev.
- Hookeria commutata Paris
- Hookeria contracta A.Gepp
- Hookeria diffusa Wilson ex Mitt.
- Hookeria dussii Besch.
- Hookeria filiculaeformis (Hedw.) Sm.
- Hookeria janeirensis Paris
- Hookeria lucens (Hedw.) Sm.
- Hookeria magellanica (P.Beauv.) Arn.
- Hookeria microcarpa (Hedw.) Hook. & Grev.
- Hookeria orbignyana Mont.
- Hookeria perrinii Spreng.
- Hookeria rivalis Müll.Hal.
- Hookeria splachnifolia (Brid.) Arn.
- Hookeria squarrosula Paris
- Hookeria uliginosa Müll.Hal.
- Hookeria viridula Mitt.

Une seule espèce est présente en France métropolitaine, Hookeria lucens. Une seconde espèce est présente à la Réunion, Hookeria splachnifolia Une troisième espèce est citée en France, Hookeria squarrosula, mais la validité de cette espèce est douteuse